# Miroslav Nejezchleba
Miroslav Nejezchleba (7. července 1931 – 29. ledna 2017) byl český ekonom, v letech 1993 až 1999 děkan Ekonomické fakulty na Vysoké škole báňské – Technické univerzitě Ostrava.
Na VŠB-TUO působil řadu let, přičemž pracoval mj. jako vedoucí katedry a před svým jmenováním děkanem zastával také funkci fakultního proděkana. V senátních volbách v roce 1996 kandidoval v senátním obvodu č. 70 – Ostrava-město jako nestraník za ODA. V 1. kole voleb získal 7,02 % hlasů, skončil na 5. místě a do druhého kola voleb nepostoupil.
Za svou kariéru zveřejnil řadu publikací, typicky v oblastech podnikové ekonomiky a financí. K roku 1996 žil v ostravské části Moravská Ostrava a Přívoz. Zemřel ve věku 85 let v lednu 2017.